# Carson Tyler
Carson Tyler (Moultrie, 9 giugno 2004) è un tuffatore statunitense.

## Biografia
Si allena presso l'Università dell'Indiana.
Ha vinto due medaglie di bronzo ai campionati mondiali di nuoto tra il 2022 e il 2025.

## Palmarès
- Mondiali

Budapest 2022: bronzo nel sincro misto 10m.
Singapore 2025: bronzo nel sincro 10m.